# 奧雷卡

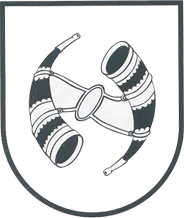

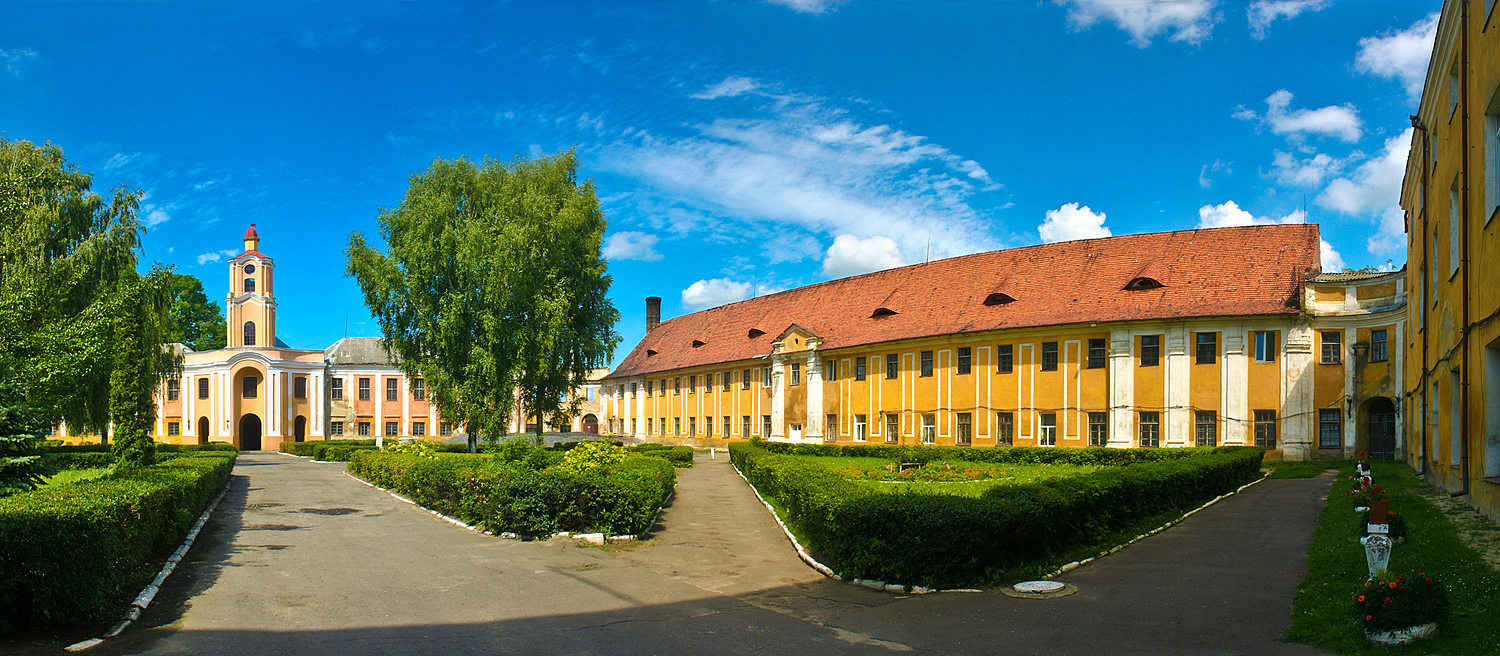

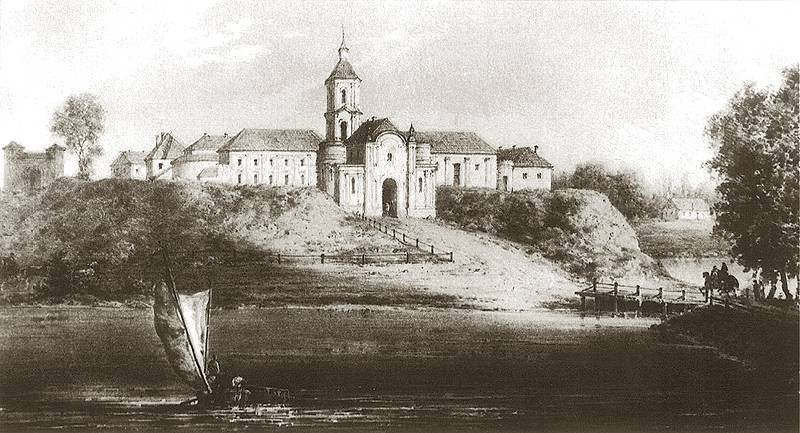

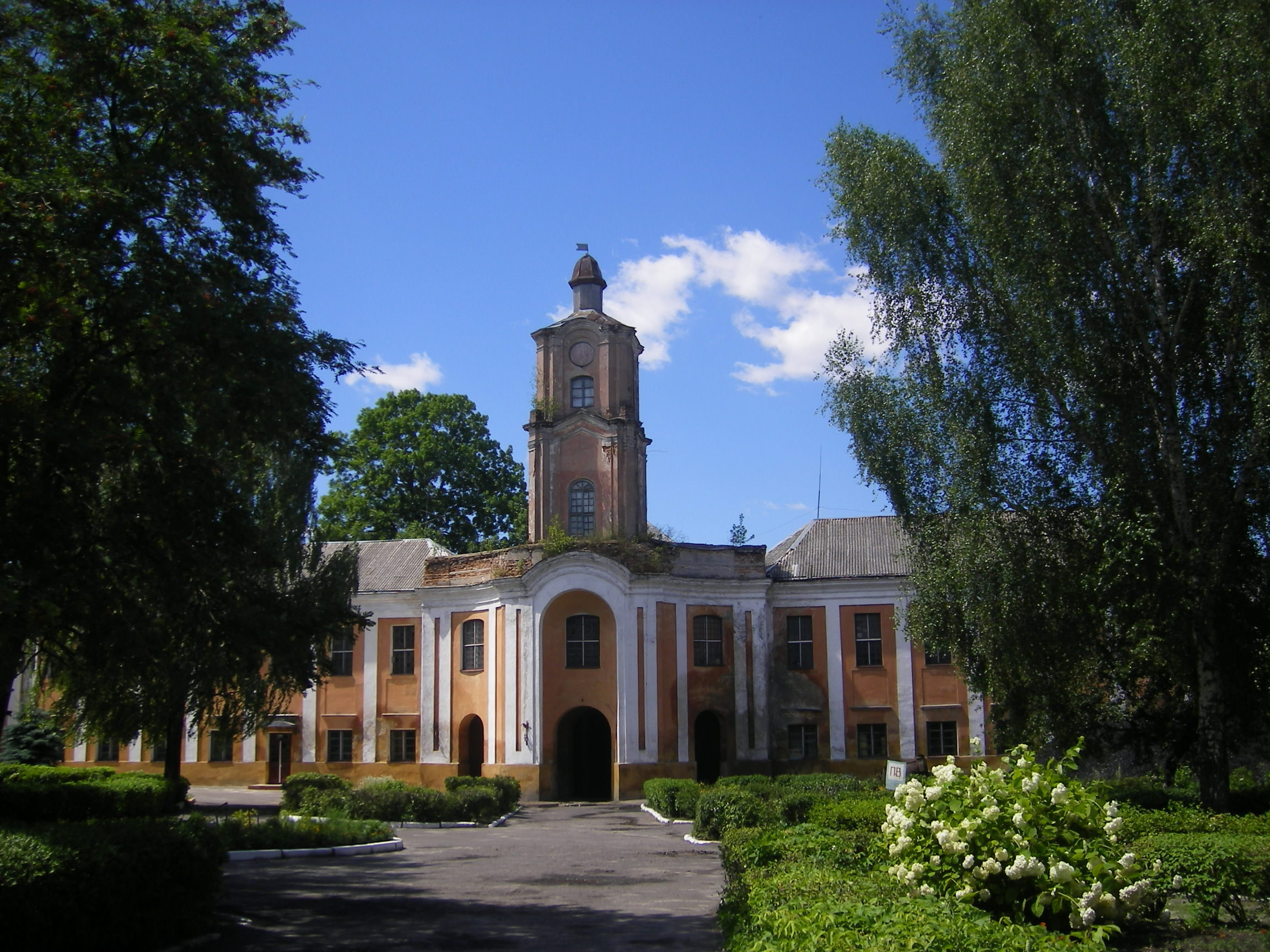

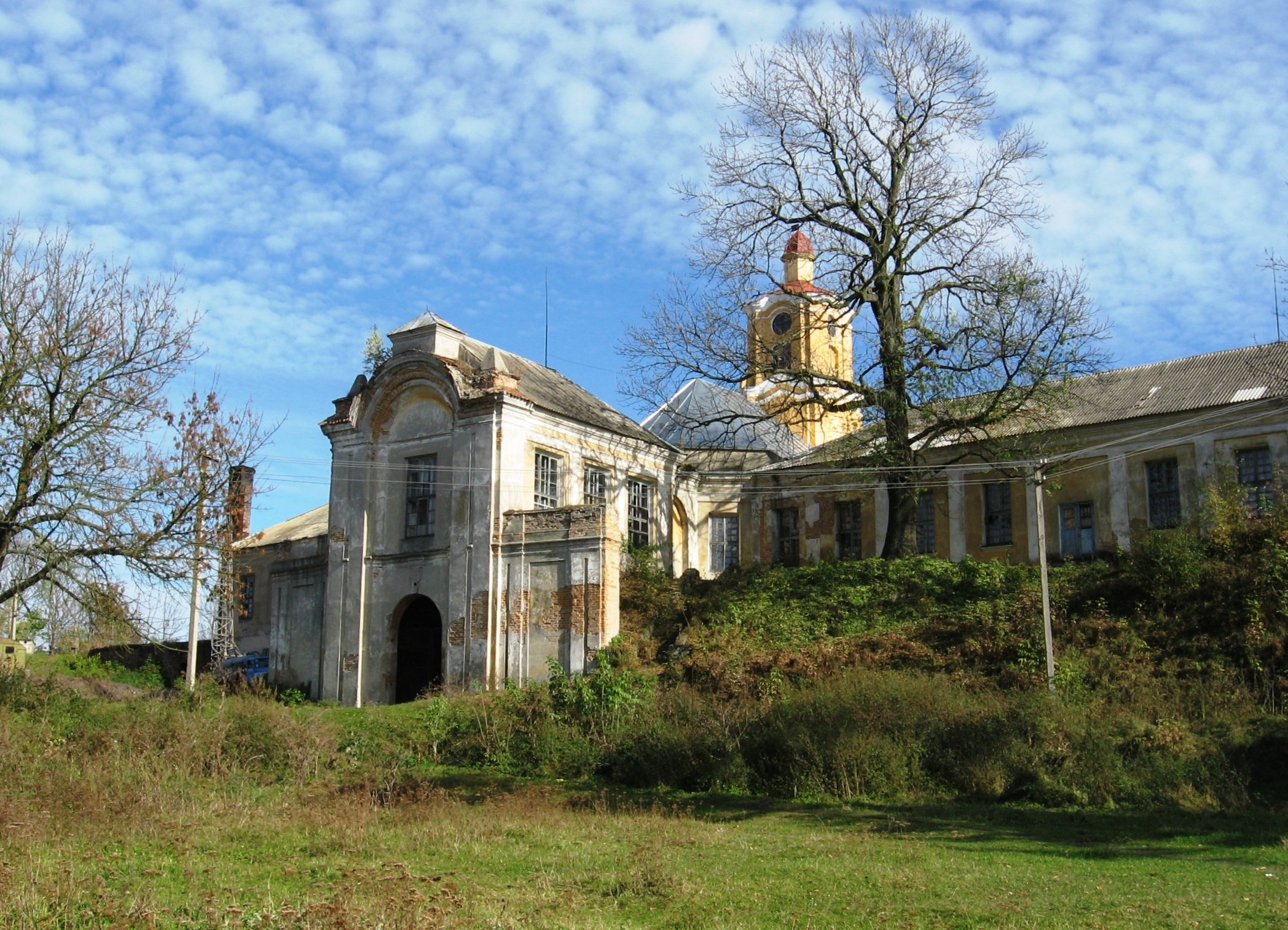

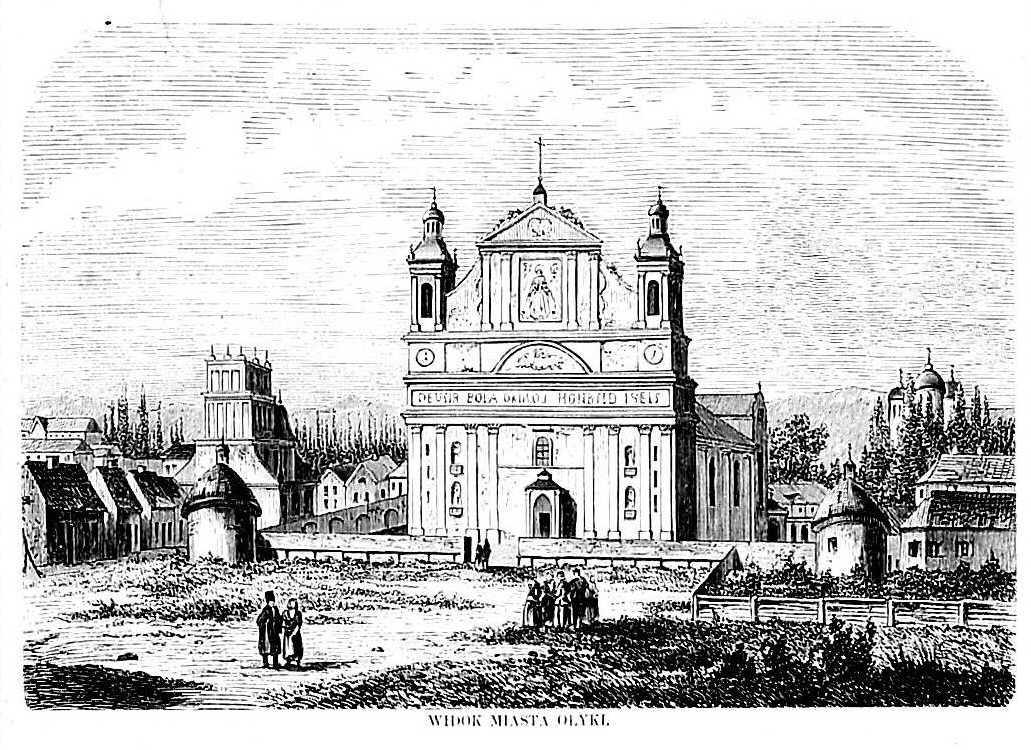

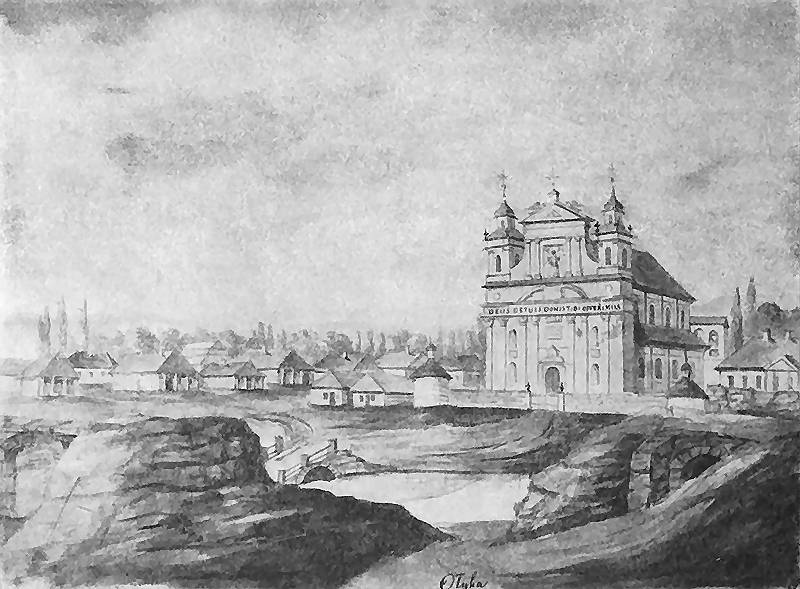

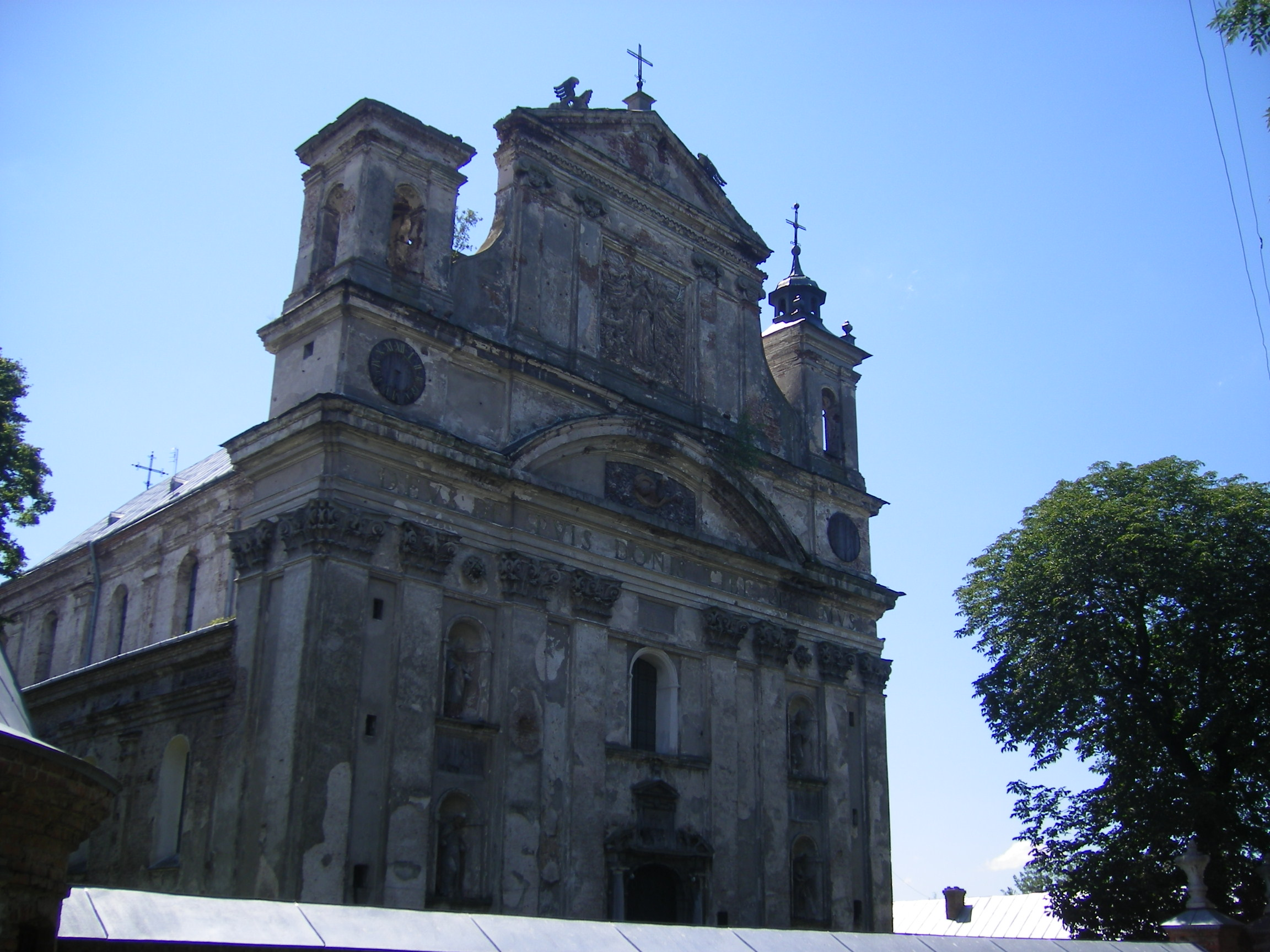

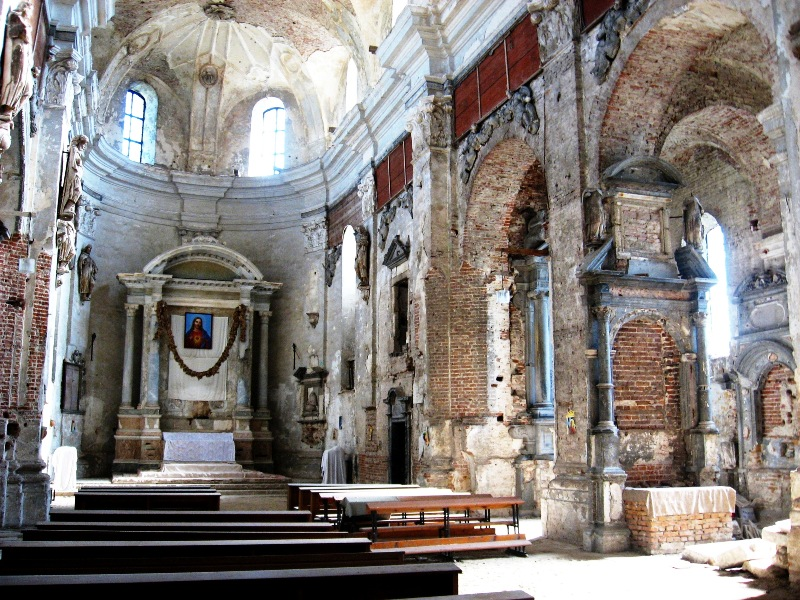

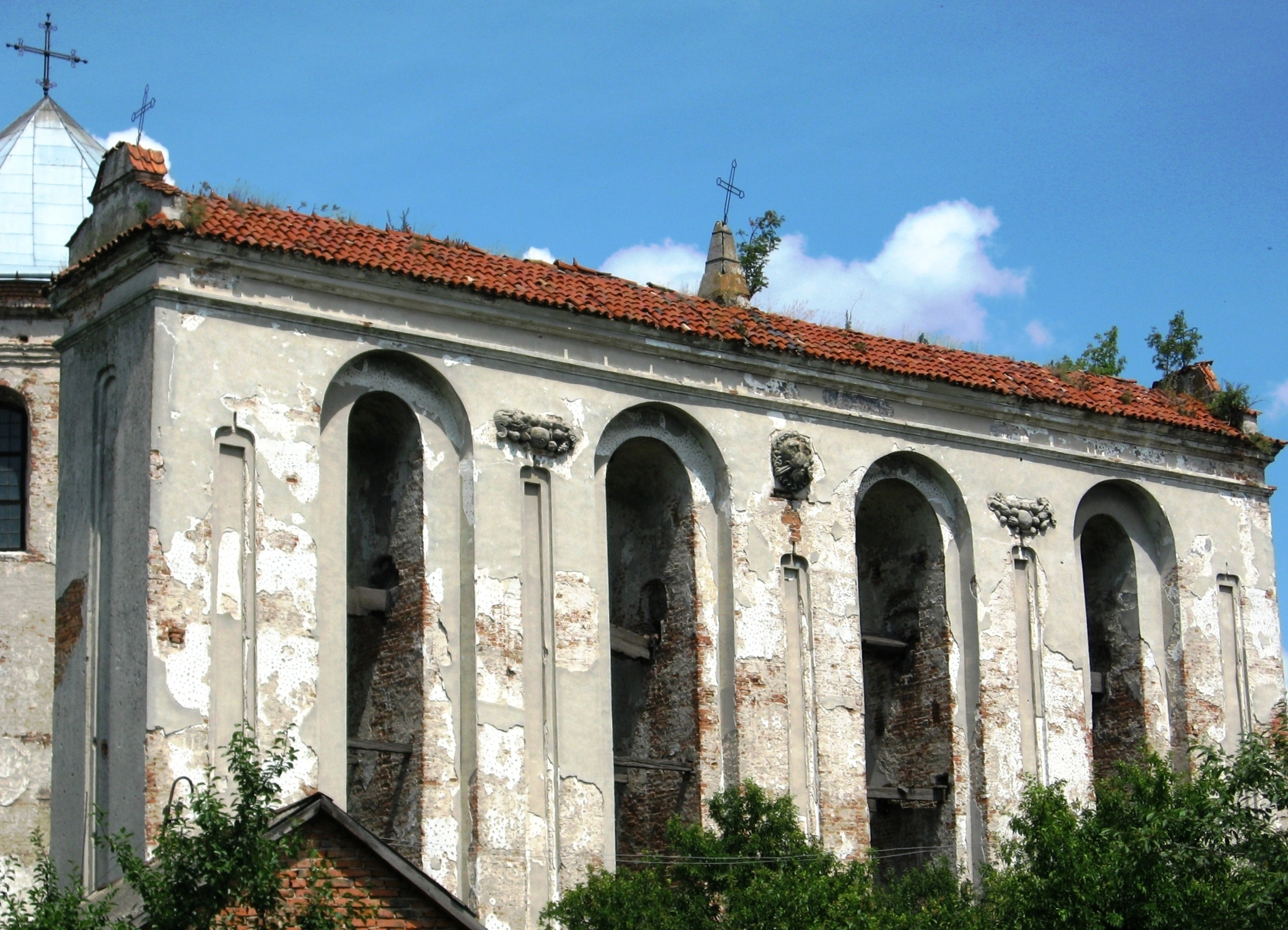

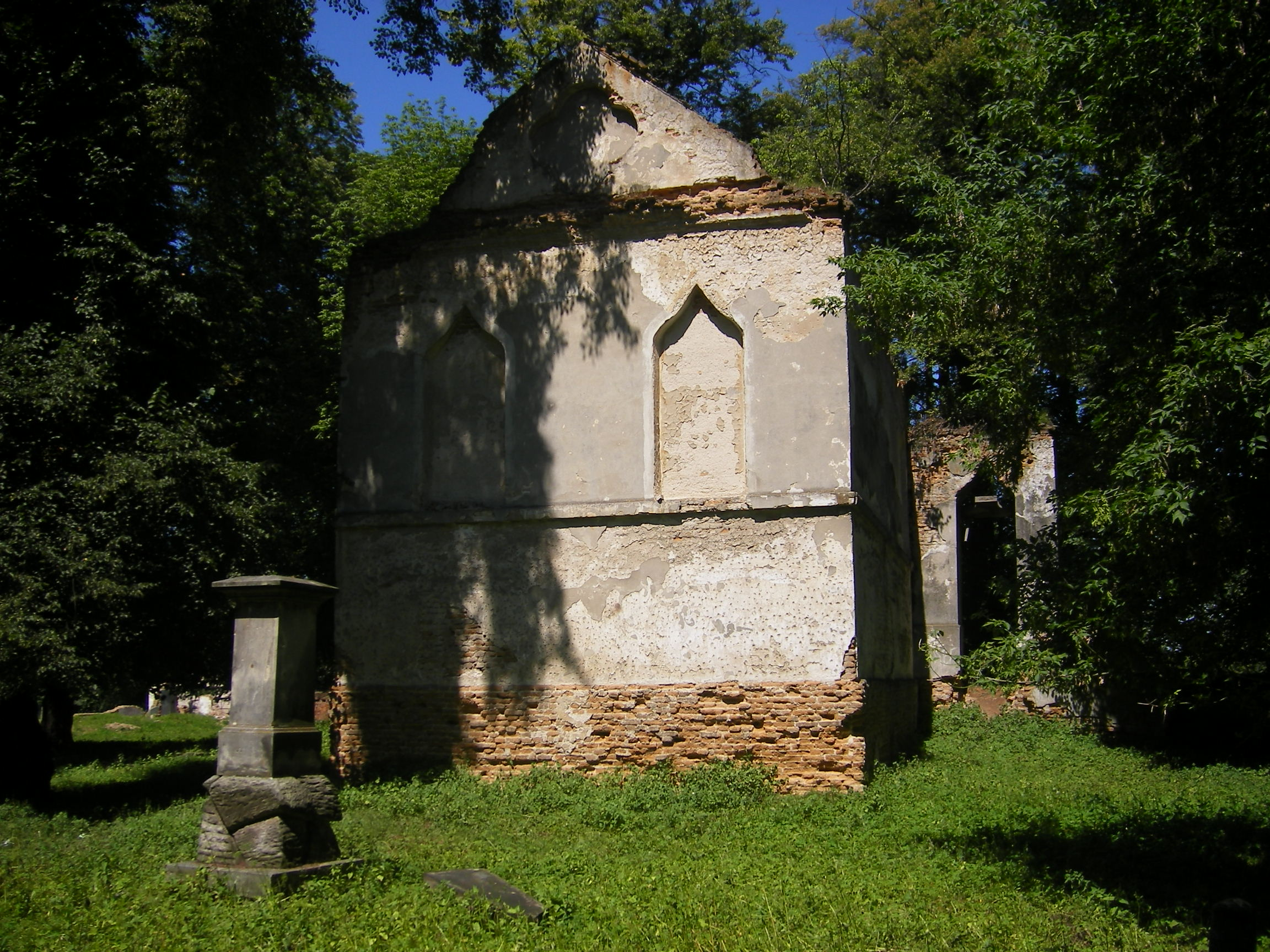

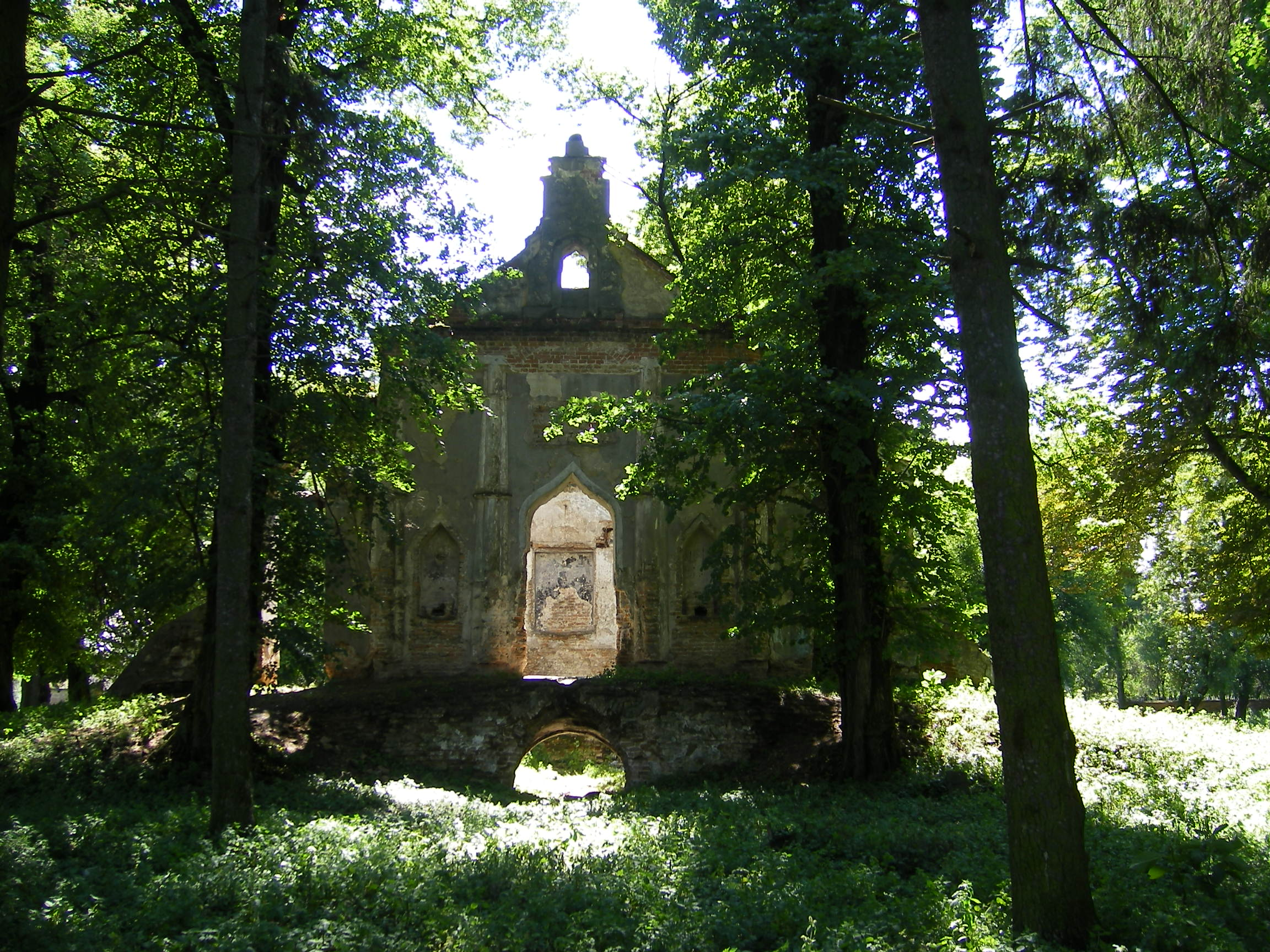

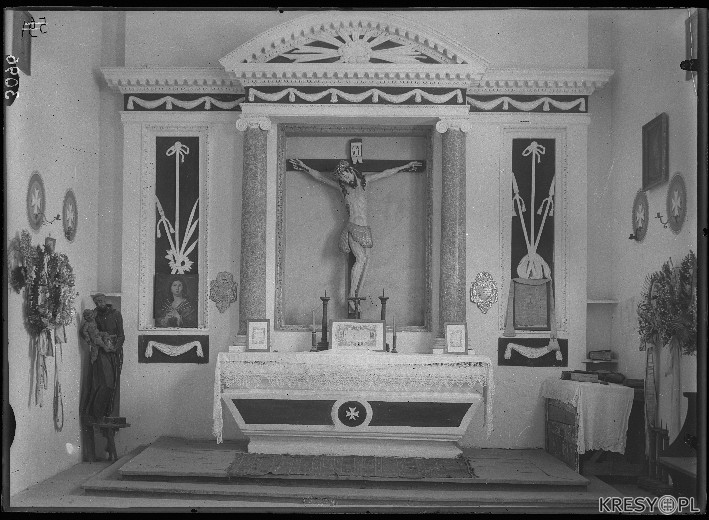

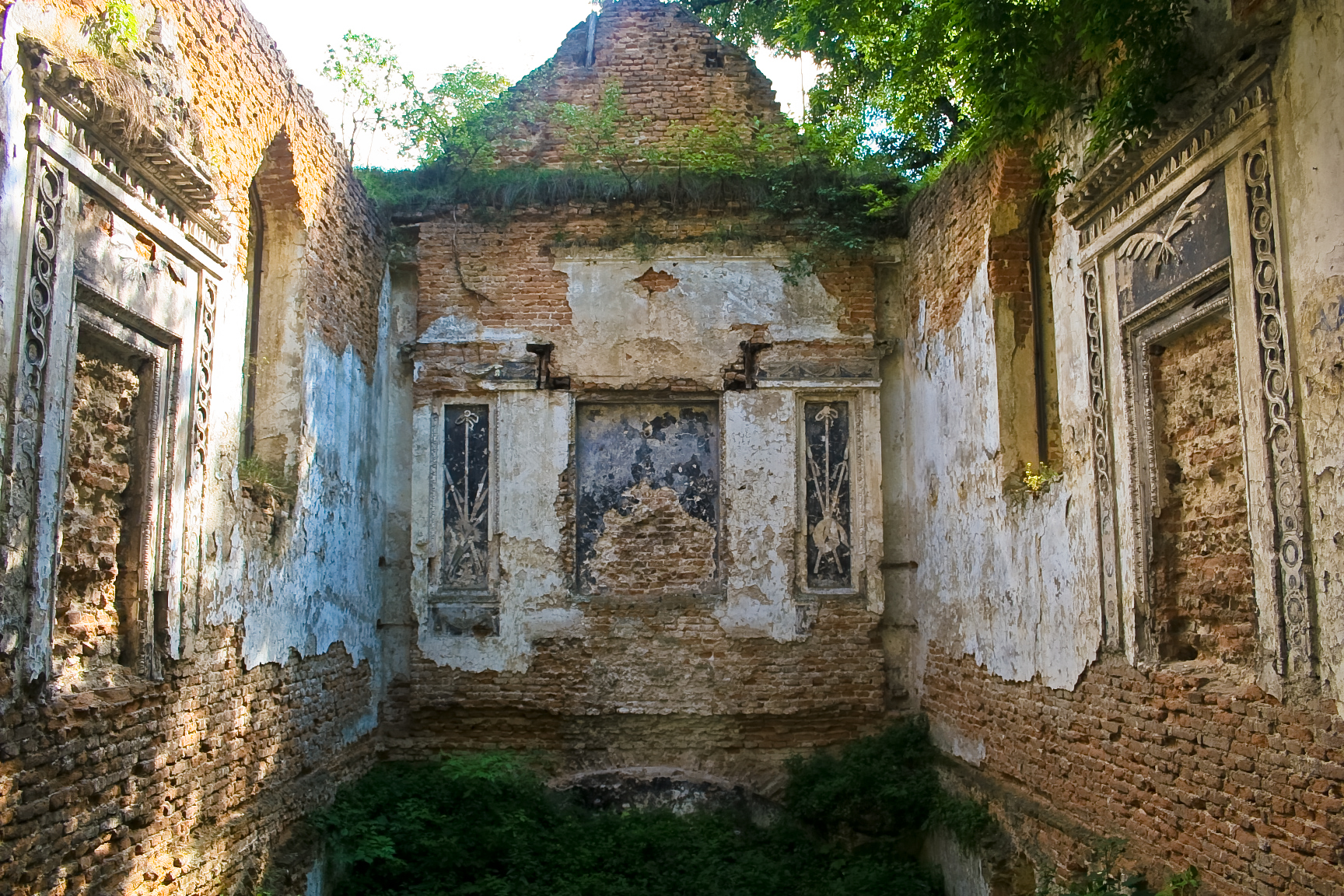

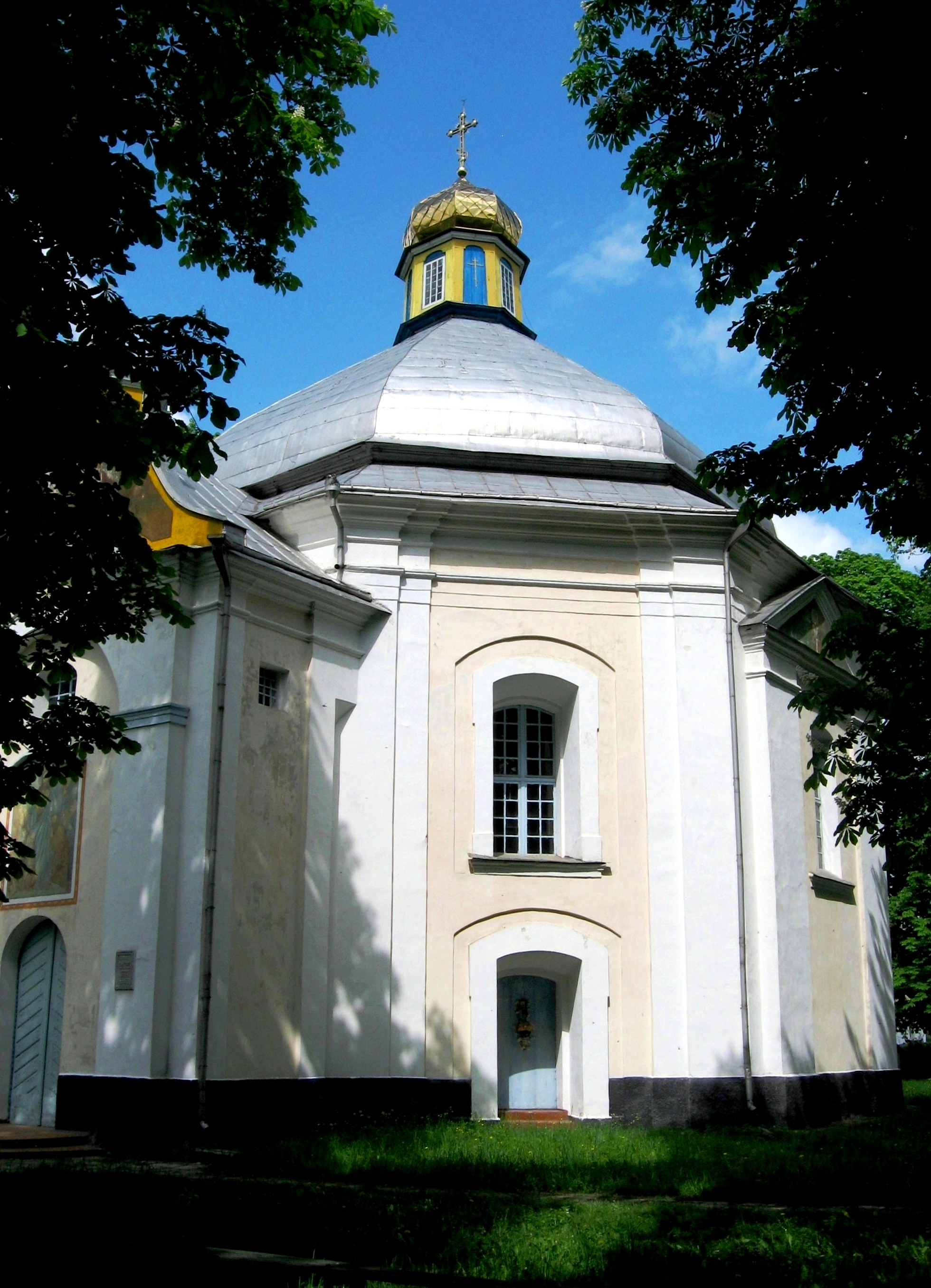

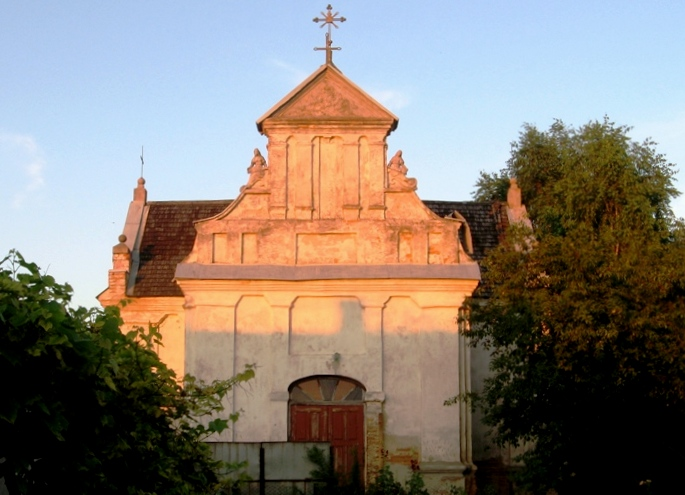

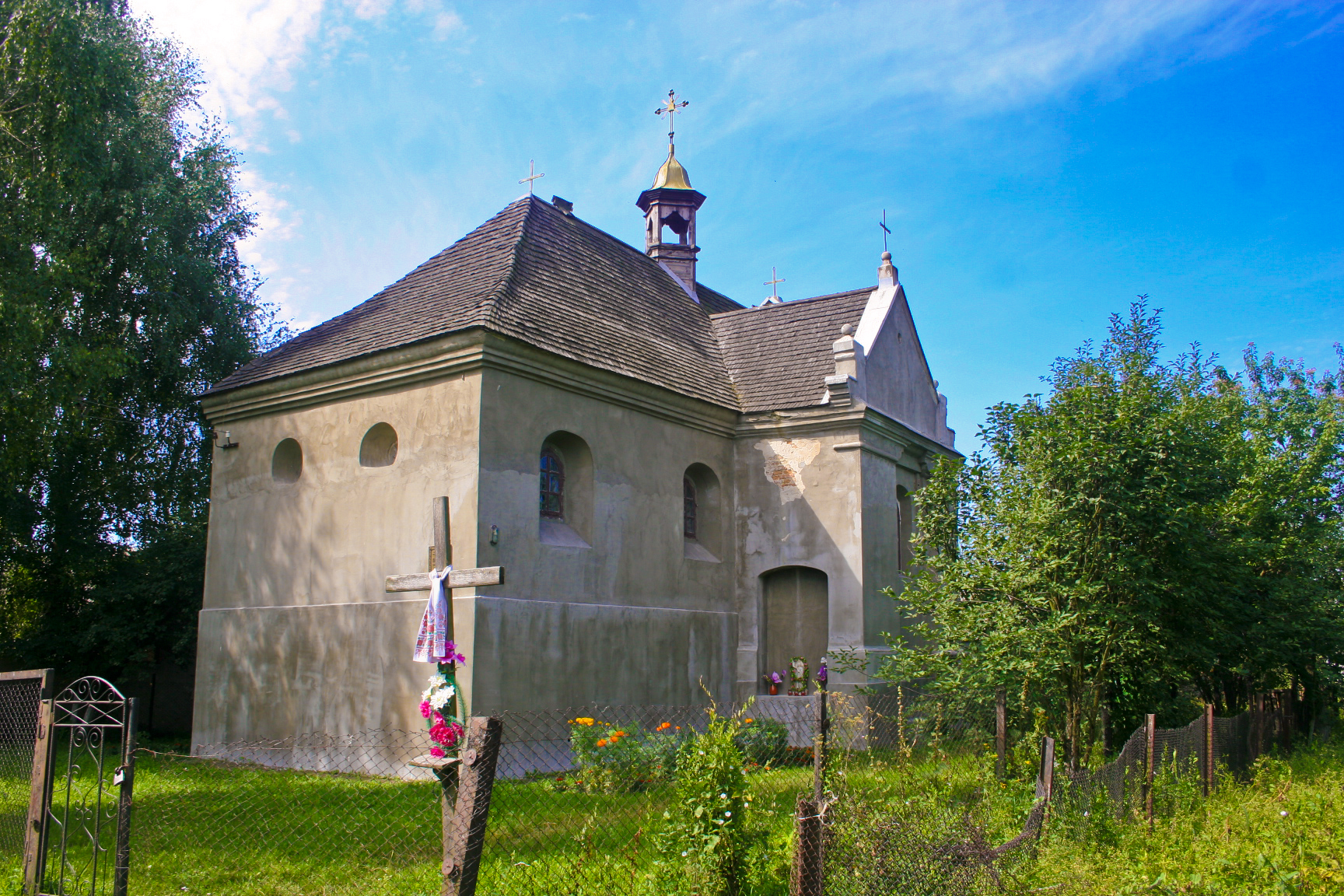

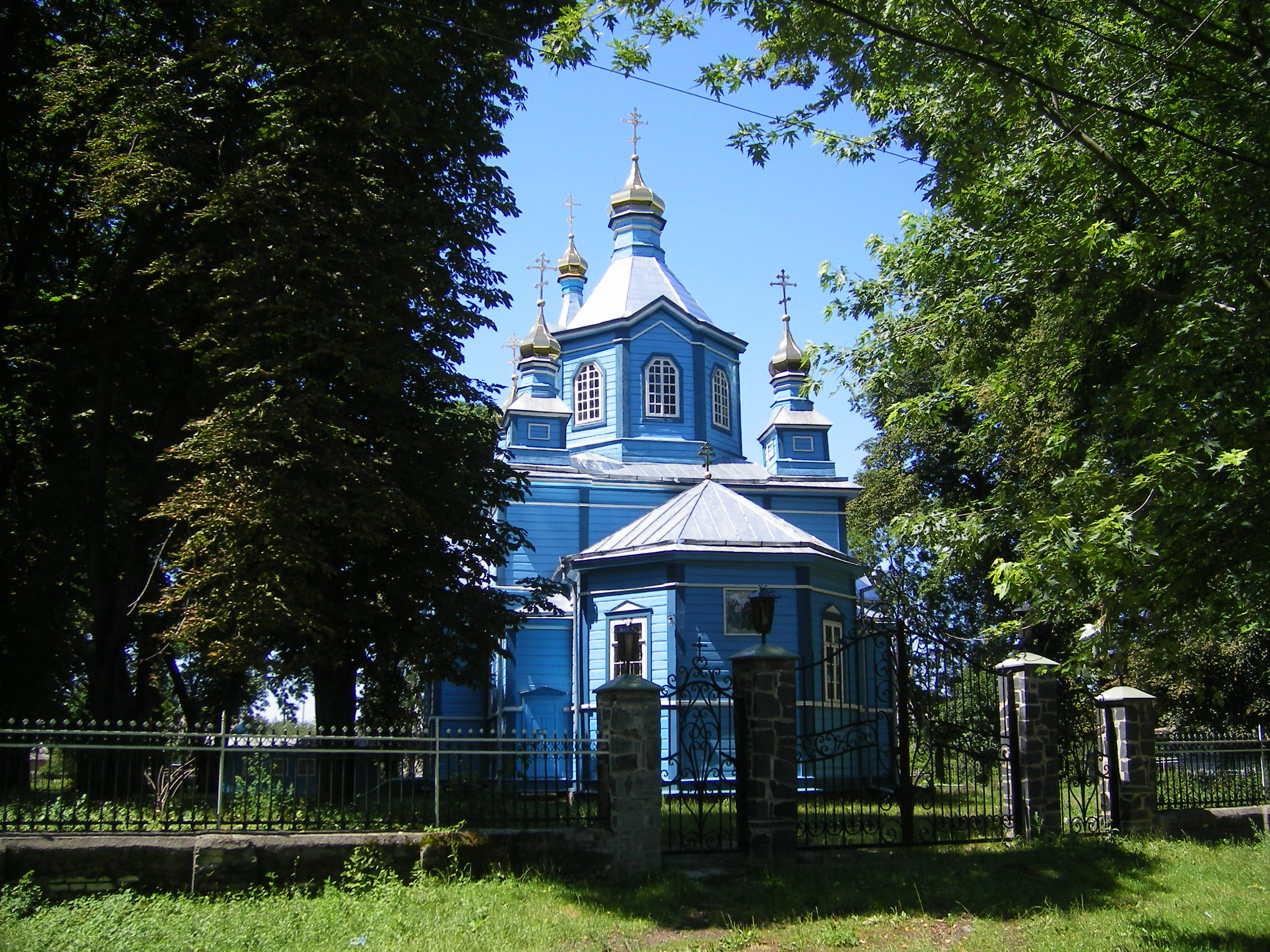

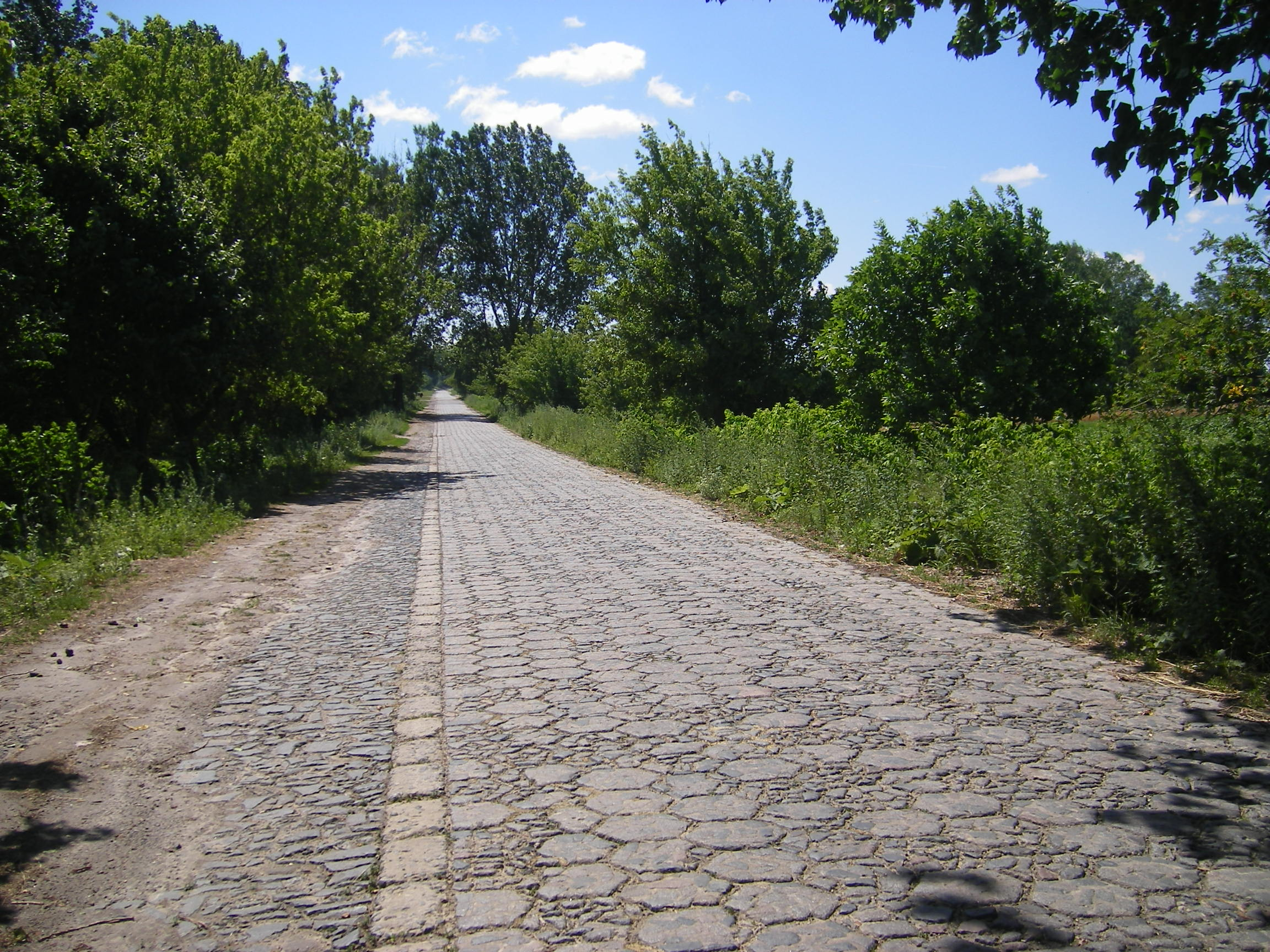

奧雷卡（羅馬化：Olyka）是烏克蘭西部沃倫州盧茨克區奧雷卡市鎮的城市及行政中心，始建於中世紀初期，處於盧茨克以西35公里，面積4.91平方公里，2013年人口3,127，人口密度每平方公里637人。
2024年1月26日，一项新法律通過並生效，烏克蘭废除了市级镇制，奥雷卡的地位隨其他前市級鎮更變為镇。2025年4月17日，乌克兰最高拉达将奥雷卡升级为市。